# Ligue des champions de la CAF 2003
Navigation
Édition précédente Édition suivante
La Ligue des champions de la CAF 2003 est la 38e édition de la plus importante compétition africaine de clubs. Le club vainqueur de la compétition est désigné champion d'Afrique des clubs 2003. Il s'agit également de la septième édition sous la dénomination Ligue des champions de la CAF.

## Phase qualificative

### Tour préliminaire
| Équipe 1        | Résultat | Équipe 2                  | Aller | Retour | Tab   |
| --------------- | -------- | ------------------------- | ----- | ------ | ----- |
| Wallidan FC     | 1 - 0    | Dragons de l'Ouémé        | 1 - 0 | 0 - 0  | -     |
| FC Nouadhibou   | 2 - 2E   | AS Niamey                 | 2 - 1 | 0 - 1  | -     |
| Sony Elá Nguema | 0 - 1    | AS Douanes                | 0 - 0 | 0 - 1  | -     |
| Villa SC        | 4 - 2    | Muzinga FC                | 4 - 1 | 0 - 1  | -     |
| Saint-George SA | 2 - 3    | Rayon Sports FC           | 1 - 3 | 1 - 0  | -     |
| AS Adema        | 1 - 3    | SS Saint-Louisienne       | 1 - 0 | 0 - 3  | -     |
| Red Sea FC      | 2 - 2    | Nzoia Sugar FC            | 2 - 0 | 0 - 2  | 3 - 4 |
| Simba SC        | 4 - 1    | Botswana Defence Force XI | 1 - 0 | 3 - 1  | -     |
| La Passe FC     | 1 - 2    | AS Port-Louis 2000        | 1 - 0 | 0 - 2  |       |

### Premier tour
| Équipe 1             | Résultat | Équipe 2            | Aller | Retour | Tab   |
| -------------------- | -------- | ------------------- | ----- | ------ | ----- |
| USM Alger            | 3 - 2    | Wallidan FC         | 2 - 0 | 1 - 2  | -     |
| Stade malien         | 2 - 2E   | AS Police           | 1 - 0 | 1 - 2  | -     |
| Canon Yaoundé        | 5 - 4    | Al Merreikh         | 5 - 0 | 0 - 4  | -     |
| FC Saint Éloi Lupopo | 3 - 1    | USM Libreville      | 0 - 1 | 3 - 0  | -     |
| ASEC Mimosas         | 5 - 2    | AS Niamey           | 3 - 0 | 2 - 2  | -     |
| HUS Agadir           | 0 - 0    | Al Ittihad          | 0 - 0 | 0 - 0  | 5 - 4 |
| Hearts of Oak SC     | 4 - 1    | AS Douanes          | 1 - 0 | 3 - 1  | -     |
| AS Aviação           | 3 - 2    | Villa SC            | 1 - 2 | 2 - 0  | -     |
| ASC Jeanne d'Arc     | 2 - 1    | ASFA Yennenga       | 2 - 0 | 0 - 1  | -     |
| Enyimba FC           | 8 - 2    | Satellite FC        | 3 - 0 | 5 - 2  | -     |
| ES Tunis             | 7 - 2    | Rayon Sports FC     | 5 - 0 | 2 - 2  | -     |
| Highlanders FC       | 4 - 2    | SS Saint-Louisienne | 3 - 1 | 1 - 1  | -     |
| Zamalek SC           | 7 - 1    | Nzoia Sugar FC      | 3 - 0 | 4 - 1  | -     |
| Santos Cape Town FC  | 0 - 0    | Simba SC            | 0 - 0 | 0 - 0  | 8 - 9 |
| Ismaily SC           | 1 - 0    | Zanaco FC           | 1 - 0 | 0 - 0  | -     |
| CF Maputo            | 2 - 2    | AS Port-Louis 2000  | 2 - 0 | 0 - 2  | 1 - 3 |

### Deuxième tour
| Équipe 1             | Résultat | Équipe 2         | Aller | Retour | Tab   |
| -------------------- | -------- | ---------------- | ----- | ------ | ----- |
| Stade malien         | 1 - 3    | USM Alger        | 1 - 1 | 0 - 2  | -     |
| FC Saint Éloi Lupopo | 1 - 3    | Canon Yaoundé    | 0 - 0 | 1 - 3  | -     |
| HUS Agadir           | 0 - 1    | ASEC Mimosas     | 0 - 0 | 0 - 1  | -     |
| AS Aviação           | 3 - 2    | Hearts of Oak SC | 3 - 0 | 0 - 2  | -     |
| Enyimba FC           | 4 - 0    | ASC Jeanne d'Arc | 4 - 0 | 0 - 0  | -     |
| Highlanders FC       | 1 - 7    | ES Tunis         | 1 - 1 | 0 - 6  | -     |
| Simba SC             | 1 - 1    | Zamalek SC       | 1 - 0 | 0 - 1  | 3 - 2 |
| AS Port-Louis 2000   | 0 - 7    | Ismaily SC       | 0 - 1 | 0 - 6  | -     |

## Phase de groupes

### Groupe A
| Rang | Équipe       | Pts | J | G | N | P | Bp | Bc | Diff |  | Résultats (▼ dom., ► ext.) |     |     |     |     |
| ---- | ------------ | --- | - | - | - | - | -- | -- | ---- |  | -------------------------- | --- | --- | --- | --- |
| 1    | Enyimba FC   | 12  | 6 | 4 | 0 | 2 | 14 | 11 | +3   |  | Enyimba FC                 |     | 4-2 | 3-0 | 3-1 |
| 2    | Ismaily SC   | 11  | 6 | 3 | 2 | 1 | 13 | 7  | +6   |  | Ismaily SC                 | 6-1 |     | 2-1 | 2-0 |
| 3    | Simba SC     | 7   | 6 | 2 | 1 | 3 | 7  | 10 | -3   |  | Simba SC                   | 2-1 | 0-0 |     | 1-0 |
| 4    | ASEC Mimosas | 4   | 6 | 1 | 1 | 4 | 6  | 12 | -6   |  | ASEC Mimosas               | 0-2 | 1-1 | 4-3 |     |

### Groupe B
| Rang | Équipe        | Pts | J | G | N | P | Bp | Bc | Diff |  | Résultats (▼ dom., ► ext.) |     |     |     |     |
| ---- | ------------- | --- | - | - | - | - | -- | -- | ---- |  | -------------------------- | --- | --- | --- | --- |
| 1    | ES Tunis      | 14  | 6 | 4 | 2 | 0 | 7  | 2  | +5   |  | ES Tunis                   |     | 2-0 | 2-1 | 1-0 |
| 2    | USM Alger     | 9   | 6 | 3 | 0 | 3 | 7  | 4  | +3   |  | USM Alger                  | 0-1 |     | 3-0 | 2-0 |
| 3    | Canon Yaoundé | 7   | 6 | 2 | 1 | 3 | 6  | 10 | -4   |  | Canon Yaoundé              | 1-1 | 0-2 |     | 2-1 |
| 4    | AS Aviação    | 4   | 6 | 1 | 1 | 4 | 3  | 7  | -4   |  | AS Aviação                 | 0-0 | 1-0 | 1-2 |     |

## Phase finale

### Demi-finales
| Équipe 1   | Résultat | Équipe 2   | Aller | Retour      |
| ---------- | -------- | ---------- | ----- | ----------- |
| Ismaily SC | 6 - 2    | ES Tunis   | 3 - 1 | 3 - 1       |
| USM Alger  | 2 - 3    | Enyimba FC | 1 - 1 | 1 - 2 (a.p) |

### Finale
| Aller            | Enyimba FC               | 2 - 0 | Ismaily SC | Enyimba International Stadium, Aba |                                |
| 30 novembre 2003 | Nwanna 28e · Anumunu 49e |       |            | Arbitrage : Hailemelak Tessema     | Arbitrage : Hailemelak Tessema |
| 30 novembre 2003 | Rapport                  |       |            | Arbitrage : Hailemelak Tessema     | Arbitrage : Hailemelak Tessema |

| Retour           | Ismaily SC          | 1 - 0 | Enyimba FC | Stade d'Ismaïlia, Ismaïlia                    |                                               |
| 12 décembre 2003 | Abd Rabo 27e (pen.) |       |            | Spectateurs : 20 000 Arbitrage : Eddy Maillet | Spectateurs : 20 000 Arbitrage : Eddy Maillet |
| 12 décembre 2003 | Rapport             |       |            | Spectateurs : 20 000 Arbitrage : Eddy Maillet | Spectateurs : 20 000 Arbitrage : Eddy Maillet |

## Vainqueur
| Ligue des champions de la CAF Vainqueur 2003 |
| -------------------------------------------- |
| Enyimba FC Premier titre                     |